# Eichinaphis
Eichinaphis är ett släkte av insekter. Eichinaphis ingår i familjen långrörsbladlöss.
Kladogram enligt Catalogue of Life:
| Eichinaphis | \| \| Eichinaphis pamirica \| \| \| \| \| \| Eichinaphis turanica \| \| \| \| |
|             | \| \| Eichinaphis pamirica \| \| \| \| \| \| Eichinaphis turanica \| \| \| \| |
|             | Eichinaphis pamirica                                                          |
|             |                                                                               |
|             | Eichinaphis turanica                                                          |
|             |                                                                               |